# Hermann Aldinger (Gartenarchitekt)
Hermann Aldinger (* 16. September 1895 in Stuttgart; † 18. Dezember 1972 ebenda) war ein deutscher Gartenarchitekt.

## Leben und Werk
Aldinger studierte an der TH Stuttgart und wurde Mitglied der Burschenschaft Virtembergia Stuttgart im ADB. Er gehörte in der Zeit des Nationalsozialismus der Reichskammer der bildenden Künste als Fachgruppenführer für Garten-, Park- und Friedhofsgestaltung an. Als Berufsvertreter, der offensiv nationalsozialistisches Gedankengut vertrat, war er Jurymitglied im Wettbewerb für die Dritte Reichsgartenschau 1939 auf dem Stuttgarter Killesberg sowie Jurymitglied für die geplante (jedoch nicht durchgeführte) Vierte Reichsgartenschau 1941 in Liegnitz. Unter seinen öffentlichen Aufträgen befand sich 1938 die Gestaltung der Dietrich-Eckart-Anlage in Ebersbach an der Fils.
1955 trat der junge Gartenarchitekt Dietrich Brunken († 1990) in sein Büro ein. Aldinger zeichnete für die Gestaltung der Grünflächen in den Stuttgarter Neubaugebieten Bergheimer Hof und Giebel und die Bundesgartenschau 1961 verantwortlich. Ebenfalls 1961 gestaltete er mit dem Bildhauer Franklin Pühn eine von ehemaligen Angehörigen des Deutschen Afrikakorps finanzierte Gedenkstätte für Generalfeldmarschall Erwin Rommel, dessen Adjutant er im  Zweiten Weltkrieg war und unter dem er schon im Ersten Weltkrieg in der Württembergischen Armee gedient hatte, in Rommels Geburtsstadt Heidenheim an der Brenz. Ab 1962 firmierte das Büro als Aldinger und Brunken, nach Aldingers Tod 1972 als Brunken + Partner.
Für seine Leistungen in der Landschaftspflege wurde Aldinger 1971 mit dem Verdienstkreuz am Bande der Bundesrepublik Deutschland ausgezeichnet.
Im Hauptstaatsarchiv Stuttgart wird schriftliches Material zu Aldinger aufbewahrt.